# الو یوگا
الو یوگا (انگلیسی: Alo Yoga) شرکت پوشاک و لوازم ورزشی آمریکایی است، که در سال ۲۰۰۷ توسط دنی هریس و مارکو دی‌جرج در شهر لس آنجلس تأسیس شد. دفتر مرکزی این شرکت در بورلی هیلز، کالیفرنیا قرار دارد. این نام مخفف "هوا؛ (انگلیسی: Air) زمین؛ (انگلیسی: Land) و اقیانوس؛ (انگلیسی: Ocean) است. جین از گروه بی تی اس سفیر این برند است. 